# Portret Francisca Bayeu (1786)
Portret Francisca Bayeu (hiszp. Retrato de Francisco Bayeu) – obraz olejny hiszpańskiego malarza Francisca Goi (1746–1828) przedstawiający jego szwagra, również malarza, Francisca Bayeu. Obecnie należy do Królewskiej Akademii Sztuk Pięknych San Carlos w Walencji (darowizna Benita Montforta z 1851 roku) i jest wystawiany w Muzeum Sztuk Pięknych w Walencji.

## Okoliczności powstania
Dużą rolę w życiu zawodowym i osobistym Goi odegrała aragońska rodzina Bayeu: trzech braci malarzy, którzy tak jak Goya pochodzili z Saragossy i byli uczniami José Luzana: Francisco (1734–95), Ramón (1746–93) i Manuel Bayeu (1740–1809). W wieku 27 lat Goya poślubił ich siostrę Josefę. Najstarszy z braci, Francisco, był również jego nauczycielem (do pracowni wstąpił w 1766 roku), a później współpracownikiem i protektorem na królewskim dworze. Dzięki wstawiennictwu Francisca Goya uzyskał swoje pierwsze zlecenie w stolicy – przygotowywał projekty gobelinów dla królewskiej manufaktury. W ich relacjach nie brakowało jednak zazdrości i rywalizacji. W 1780 doszło między nimi do ostrego sporu w związku z realizacją fresków w bazylice del Pilar w Saragossie, przy których wspólnie pracowali. Bayeu zażądał od Goi poprawek (które ostatecznie sam wprowadził), gdyż nie akceptował jego nowatorskiego stylu. Pogodzili się w 1786 roku, kiedy Goya i Ramón Bayeu zostali mianowani królewskimi malarzami. Nominacja na to stanowisko nie mogła się obejść bez wstawiennictwa Francisca, nadwornego malarza Karola III.

## Opis obrazu
Według krytyków sztuki ten portret był wyrazem wdzięczności i uznania za niecenioną pomoc w karierze malarskiej Goi. Był to serdeczny gest pojednania, który zakończył okres kłótni między malarzami. Bayeu został przedstawiony przy pracy – stoi przed wielkim płótnem trzymając w ręce pędzel. Jest to konwencjonalne przedstawienie malarza jako wielkiego mistrza. Typowe dla Goi jest jednolite, ciemne tło, które sprawia, że widz skupia się na przedstawionej postaci. Najwięcej uwagi autor poświęca twarzy, uwidaczniając stanowcze, przenikliwe spojrzenie i silny charakter Bayeu. Z precyzją i naturalnością namalował także dłoń artysty trzymającą pędzel - jeden z trudniejszych elementów portretu. Ubranie postaci nie jest namalowane równie szczegółowo – ma na sobie białą koszulę i czarną kurtkę, której zdobienia zaznaczono lekkimi, białymi pociągnięciami pędzla. Dominują nadające elegancji odcienie szarości i czerni.
Istnieje kopia tego obrazu znajdująca się w prywatnej brytyjskiej kolekcji. Powstała także grafika półpiersia narysowana na podstawie portretu przez ucznia Goi Asensia Julià i zamieniona na rycinę przez José Vazqueza w 1804 roku z przeznaczeniem do serii Españoles Ilustres wydawanej przez hiszpańską Bibliotekę Narodową.
W 1795 roku Goya namalował pośmiertny Portret Francisca Bayeu ponownie oddając hołd temu artyście. Zastosował jednak inną stylistkę, gdyż wzorował się na autoportrecie.